# Hiromi Goto
Hiromi Goto (ur. 12 grudnia 1966) – kanadyjska pisarka.
Urodziła się w Chiba-ken, niedaleko Tokio, w Japonii. W 1969, mając trzy lata wyemigrowała ze swoją rodziną do Kanady. Przez osiem lat mieszkali na zachodnim wybrzeżu Kolumbii Brytyjskiej, zanim przeprowadzili się do Nanton (południowa Alberta).
Hiromi studiowała na Uniwersytecie w Calgary i ukończyła studia w 1989, z tytułem B.A. (pol. odpowiednik licencjatu) z humanistyki (język angielski i sztuka).
Kiedy dorastała, babcia opowiadała jej japońskie bajki i historie pełne duchów i folkowych potworów takich jak Kappa (małe stworzenie o ciele żaby, z żółwią skorupą i głowie w kształcie miski, która może pomieścić wodę). Te opowieści, jak również te jej ojca o życiu w Japonii, miały później duży wpływ na jej twórczość.
Jej powieść, A Chorus of Mushrooms (1994), otrzymała nagrodę Commonwealth Writers za Najlepszą Pierwszą Książkę w rejonie Kanada i Karaiby.
Jest także laureatką nagrody Jamesa Tiptree Jr (2001) za powieść The Kappa Child.